# Fire (песня Meduza, OneRepublic и Leony)
«Fire (Official UEFA Euro 2024 Song)», или просто «Fire» — песня итальянского электронного трио Meduza, американской группы OneRepublic и немецкой певицы Leony. Она была выпущена 10 мая 2024 года лейблами Island, Virgin и Cross Records. Песня вышла как официальная песня Чемпионата Европы по футболу 2024. Первоначально песня должна была включать немецкую певицу Ким Петрас, но в марте было объявлено, что она покинула производство из-за проблем с расписанием и была заменена на Leony. Песня была исполнена всеми тремя исполнителями на церемонии закрытия турнира. Песня также включена в делюкс-издание шестого студийного альбома OneRepublic Artificial Paradise и второй студийный альбом Leony Oldschool Love.

## Предыстория и композиция
Авторами песни выступили Meduza, вокалист OneRepublic Райан Теддер и Leony, продюсерами — Meduza. Они описали песню в заявлении с Чемпионатом Европы по футболу::

Сейчас, как никогда, сила музыки, объединяющая нас, неоспорима. Как большие футбольные фанаты, мы рады объединить нашу страсть к игре с нашей музыкой для Чемпионата Европы по футболу 2024.— Meduza

## Продвижение
Сначала в соцсетях была инструментальная версия песни, отсчитывая сто дней до начала турнира On 24 March, a video with leaked shots of a photoshoot and small snippets was revealed.. Она была анонсирована Meduza 18 апреля Она была исполнена 27 апреля в Drumsheds в Лондоне, Англия. Тогда OneRepublic и Leony начали продвигать песню.
После выхода песни был создан хэштег #lightyourfire, чтобы дать поклонникам шанс выиграть окончательные билеты.

## Музыкальное видео
Музыкальное видео вышло 24 мая 2024 года, режиссёром выступил Кевин Ферстл. В видео представлены клипы детей, играющих в футбол, игроков с предыдущих турниров, и людей, смотрящих турнир по телевизору. Есть также клипы, на которых Теддер выступает с крыши, а Leony поет на сиденьях, а Meduza стоят на поле Олимпийского стадиона в Берлине, Германия, где будет сыгран финальный матч.

## Список композиций
- 12"/digital download[12]

1. "Fire" (Official UEFA Euro 2024 Song) – 2:49
2. "Fire" (Orchestral Version) [with Bruce Liu] – 2:21[13]

## Участники записи
Согласно Apple Music.
| Музыканты - Лука де Грегорио – клавишные, программирование, синтезатор, перкуссия - Маттиа Витале – клавишные, программирование, синтезатор, перкуссия - Симона Джани – клавишные, программирование, синтезатор, перкуссия - Райан Теддер – основной вокал, автор - Leony – основной вокал, автор | Производство - де Грегорио – производство, микширование, мастеринг - Витале – производство, микширование, мастеринг - Джани – производство, микширование, мастеринг |

## Чарты
| Чарт (2024)                     | Высшая позиция |
| ------------------------------- | -------------- |
| Австрия (Ö3 Austria Top 40)     | 49             |
| Бельгия/Фландрия (Ultratop 50)  | 45             |
| Чехия (Rádio — Top 100)         | 2              |
| Estonia Airplay (TopHit)        | 15             |
| Германия (GfK)                  | 29             |
| Latvia Airplay (TopHit)         | 10             |
| Lithuania Airplay (TopHit)      | 38             |
| Нидерланды (Dutch Top 40)       | 16             |
| Нидерланды (Single Top 100)     | 68             |
| Словакия (Rádio — Top 100)      | 28             |
| Швейцария (Schweizer Hitparade) | 68             |

| Чарт (2024)                      | Высшая позиция |
| -------------------------------- | -------------- |
| Czech Republic (Rádio – Top 100) | 5              |
| Estonia Airplay (TopHit)         | 21             |
| Latvia Airplay (TopHit)          | 18             |
| Lithuania Airplay (TopHit)       | 46             |

| Чарт (2024)                | Позиция |
| -------------------------- | ------- |
| Estonia Airplay (TopHit)   | 64      |
| Netherlands (Dutch Top 40) | 87      |